# Бурятский андеграунд

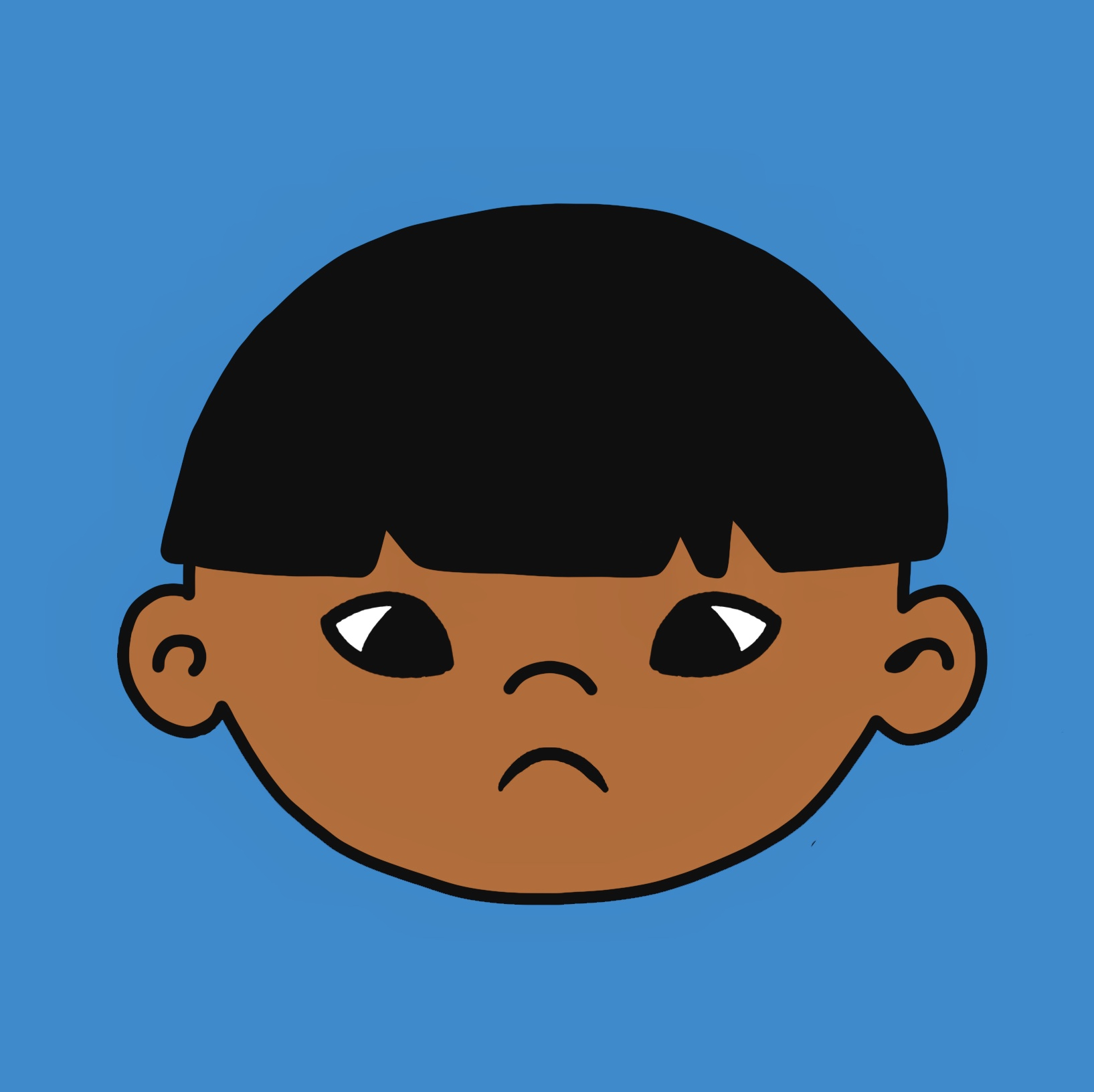
Логотип Творческого Объединения — БАТО.

Буря́тский Андегра́унд Тво́рческое Объедине́ние (сокр. БАТО) — ассоциация художников родом из Республики Бурятия, Улан-Удэ. Известна своим уличным искусством и мероприятиями которые они организуют по всей России и миру.

## История
В январе 2018 года в социальной сети Вконтакте была создана группа с мемами о Бурятии, автором этой группы является некий Бато Батоев.
Контент в сообществе изначально публиковался якобы от имени Главы Республики Бурятии Цыденова Алексея Самбуевича.
В 2019 году сообщество начинает выпускать одежду с логотипом «Бурятский Андеграунд» и начинает формировать объединение единомышленников преимущественно родом из Бурятии.
В 2020 году Объединение выпускает дебютную коллекцию «Архивная Коллекция БАТО». Проект исследует понятия идентичности через поведение и иконографию одежды части населения Бурятии.
В 2021 году Творческое объединение уходит в уличное искусство, на улицах городов начинают появляться рисунки с лицом БАТО.
В мае того же года в творческом объединении появляется дуэт двух Скульпторов под названием БАТОМА, в который входят Лубсанг и Тома 3ooo. Художники изображают персонажей с помощью архаичной техники «барельеф», после чего расписывают и нелегально крепят на улице.
Осенью того же года сообщество сделало несколько совместных мероприятий с музыкальным лейблом Hepna.
В 2022 году объединение начинает активную концертную деятельность в Москве и Санкт-Петербурге, на своих мероприятиях они делают трафаретную печать и обучают игре Шагай Наадан.
В начале лета в ГЭС-2 в рамках Beat Film Festival прошла премьера фильма о Бурятском Андеграунде «Выход Через Юрту».
В августе 2022 года участники объединения отправились в тур вокруг Байкала, в ходе которого посетили Иркутск, Хужир, Усть-Баргузин, Улан-Удэ и Якутск. После выступления в Бурятском Театре драмы участников объединения обвинили в «культурной апроприации».
Зимой участники уезжали в Юго-Восточную Азию и делают серию выступлений.
В 2023 году сообщество вернулось в Россию с дебютной выставкой в Ельцин Центре.